# Sozialwirtschaft
Der Begriff Sozialwirtschaft beschreibt den Teil eines Wirtschaftssystems, der sich im Wesentlichen mit Leistungen zum Nutzen der Gesellschaft befasst. Im Zentrum stehen soziale Probleme, insbesondere in der Erbringung von sozialen Dienstleistungen für und mit Menschen. Das Sachziel der Sozialwirtschaft besteht in der direkten Produktion von individueller und gemeinschaftlicher Wohlfahrt. Damit hat das sozialwirtschaftliche Handeln sowohl ökonomische als auch soziale Aspekte. Dieses Handeln, seine Organisation und seine Funktionen sind Gegenstand der Sozialwirtschaftslehre.

## Einordnung
Als Teil des Dienstleistungssektors wird die Sozialwirtschaft zwischen dem privatwirtschaftlichen (Märkte mit Angebot und Nachfrage) und dem öffentlichen Sektor (Staat) angesiedelt. Gebräuchliche Zuordnungen sind auch Dritter Sektor und Non-Profit-Sektor. In Europa gibt es in den einzelnen Ländern eine unterschiedliche Tradition der organisierten Sozialwirtschaft (économie sociale, social economy).
Als Branche betrachtet, stellt die Sozialwirtschaft einen besonderen Bereich der ökonomischen Wertschöpfung in der Arbeitswelt dar. Grund ist, dass die wirtschaftlichen Leistungen im Wesentlichen über den Staat refinanziert werden und die Organisationen mehrheitlich gemeinnützig ausgerichtet sind.

## Ausprägungsformen
Die Sozialwirtschaft umfasst individuelle und kollektive Formen gemeinschaftlicher, öffentlicher, frei-gemeinnütziger oder gewerblich organisierter Versorgung. Sie kann von Betroffenen selbst (z. B. genossenschaftlich) organisiert oder für sie von Wohlfahrtsorganisationen bereitgestellt sein. In der Regel gehören zur Sozialwirtschaft Betriebe und Organisationen, die soziale Dienstleistungen im Bereich des Sozialen, in Kinder- und Jugendhilfeeinrichtungen, in Behinderteneinrichtungen, Werkstätten für Behinderte, ambulanten und stationäre Pflegediensten erbringen. Deren Aufgabe es ist, Menschen in verschiedener Weise zu helfen und zu betreuen, die in ihrem Leben und zur Bewältigung von Problemen einen speziellen Bedarf haben. Diese Dienstleistungen müssen zunehmend „sozialwirtschaftlich“ erfolgen. Daher muss das Angebot dieser Dienstleistungen zunehmend wirtschaftliches Denken berücksichtigen, um die öffentlichen Haushaltsmittel nicht aufzubrauchen. Es ist daher erforderlich, zur Verfügung gestellten Ressourcen effizienter einzusetzen.

## Sozialökonomie
Sozialökonomie versucht die Wechselwirkungen zwischen Gesellschaft, Wirtschaft, Ökologie und Politik zu verstehen. Sozialökonomische Forschung und Wissenschaft behandelt und beantwortet soziologische und ökonomische Fragestellungen interdisziplinär von verschiedenen Blickwinkeln aus. Angewandte Sozial- und Wirtschaftspolitik wird ebenfalls mit dem Begriff Sozialökonomie zusammengefasst. Die Sozialökonomie verfolgt nicht nur rein ökonomische Ziele, sondern auch soziale, umweltbezogene und ethische Ziele. Dies kann mit über die Sozialwirtschaft realisiert werden.

## Wirtschaftliche Bedeutung
Die Bruttowertschöpfung der Sozialwirtschaft in Deutschland belief sich nach einer Studie der Friedrich-Ebert-Stiftung im Jahr 2012 auf 165 Milliarden Euro bzw. sieben Prozent der gesamtwirtschaftlichen Wertschöpfung. Im gleichen Jahr waren 4,4 Millionen Personen in dieser Branche beschäftigt bzw. elf Prozent aller Erwerbstätigen.